# Балийский скворец

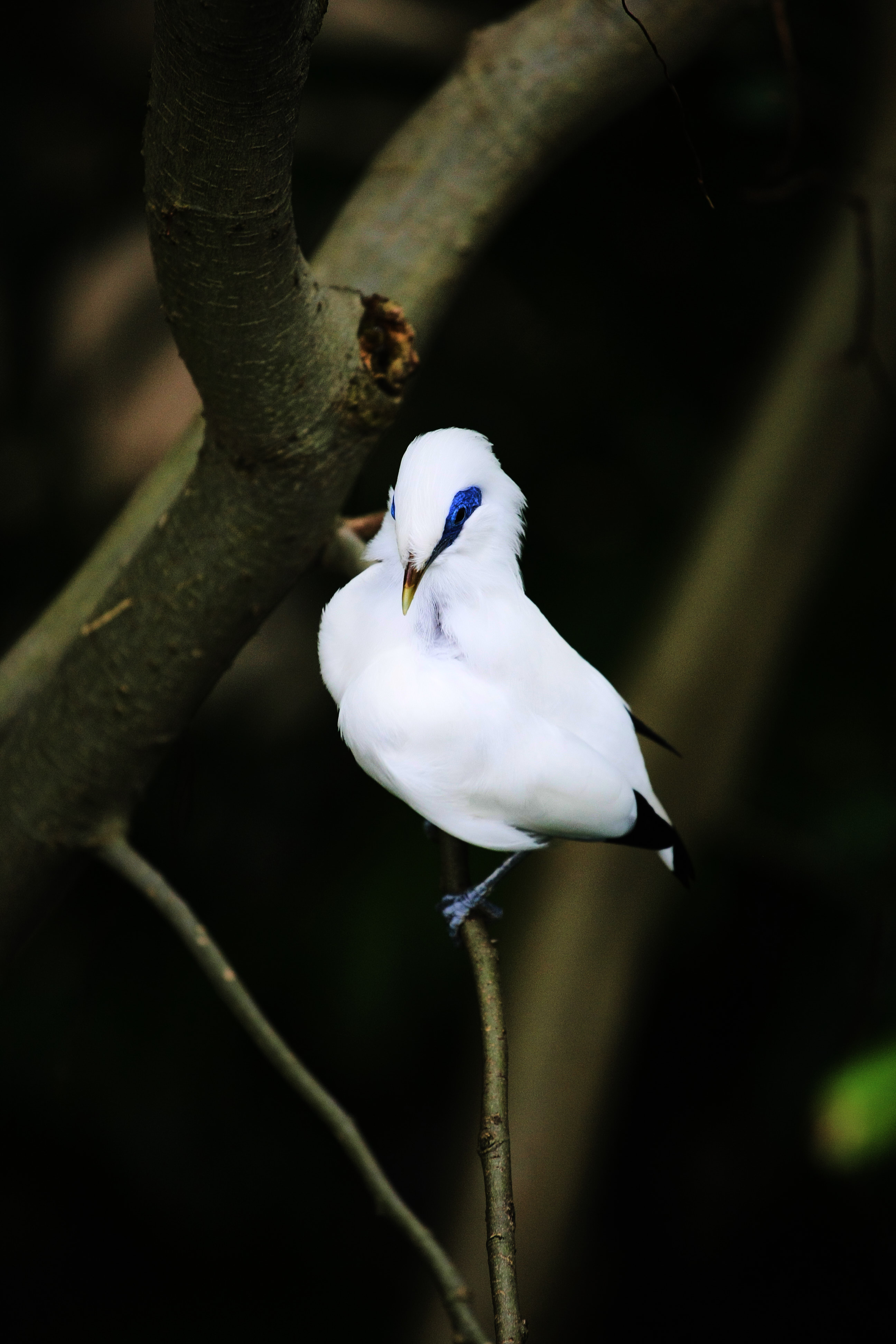
Балийский скворец в парке Гонконга

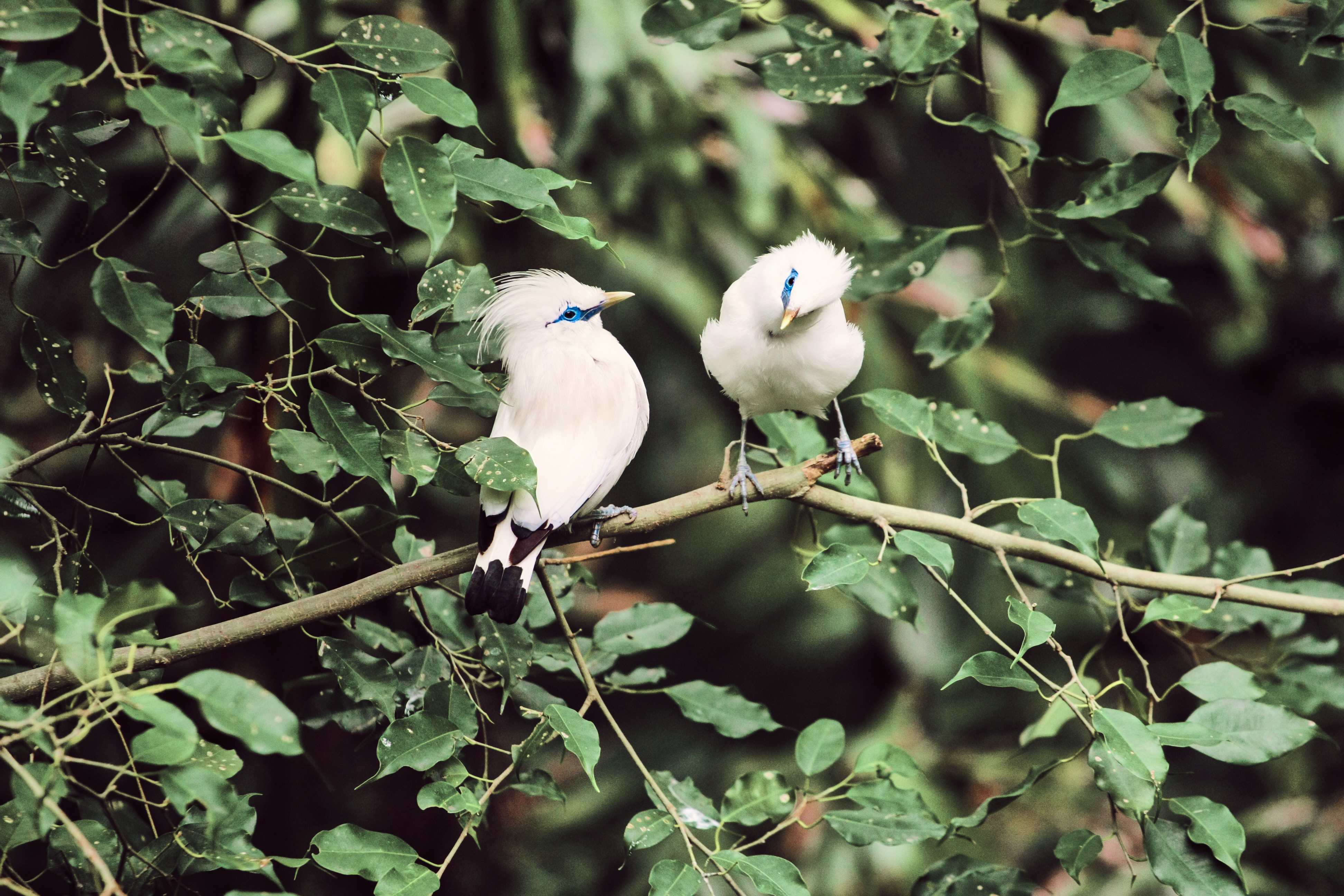
Балийские скворцы.

Балийский скворец, или балийская майна (лат. Leucopsar rothschildi) — вид воробьинообразных из семейства скворцовых (Sturnidae). Единственный представитель рода Leucopsar. Птица полностью белая, за исключением тёмных концов маховых и рулевых перьев и голубоватого кольца вокруг глаза. Этот эндемичный вид встречается только на северо-западе о. Бали. В 1926 году населял полосу лесов вдоль побережья шириной 40 и длиной около 120 км. Через 50 лет осталось, вероятно, около 500 особей, а площадь их местообитания сократилась до 200 км². Половой зрелости достигают к 2 годам. Гнездится в дуплах деревьев в дождливый сезон года (январь — март). Откладывает 2—5 светло-голубых яйца. В течение 12—14 дней самка и самец насиживают кладку, а затем выкармливают птенцов в течение 5 недель различными насекомыми.

## Экология
Из-за вырубки лесов, местообитания балийских скворцов, сокращается и их численность. К 1970 году площадь их местообитания сократилась примерно до 200 км². Причиной этому было как антропогенное изменение ландшафта (создание плантаций, применение гербицидов), так и их массовый отлов и экспорт.

## Охрана
С 1970 года балийский скворец объявлен охраняемым видом. В районе его гнездования создан резерват. Численность скворцов к 1984 году в природе не превышала 200—250 особей. По последним данным (2019 год) в природе осталось около 50 особей. Популяция поддерживается за счёт государственной программы разведения птиц в неволе и выпуска на волю молодых особей, начатой в 1983 году. Росту численности мешает браконьерский отлов птиц.